# Pestepidemien in Norwegen

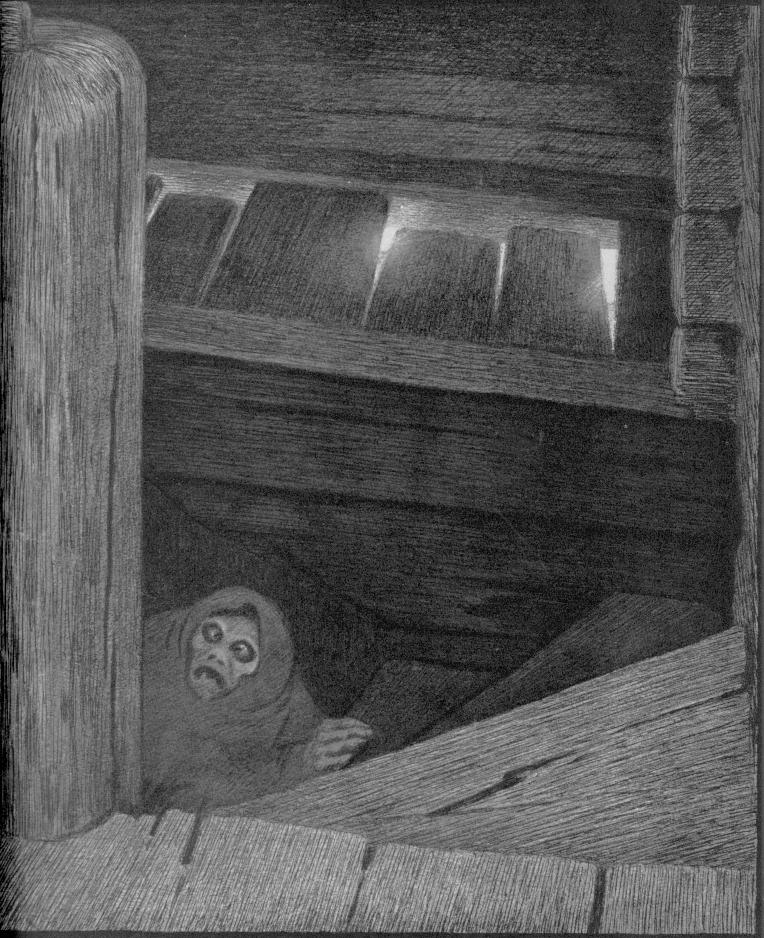
Theodor Kittelsen, 1900: Pesta i trappen (Die Pest auf den Stufen)

 Die Pestepidemien in Norwegen haben die politische Landkarte Skandinaviens tiefgreifend beeinflusst. Ähnlich wie der Ausbruch der Pest in anderen Teilen Europas um die Mitte des 14. Jahrhunderts hatte diese Pandemie weitreichende Auswirkungen auf Gesellschaft und Wirtschaft des Landes. Die erste Pestepidemie von 1348 wird in Norwegen svartedauden (Schwarzer Tod) genannt. Die Epidemien führten letztlich zum Verlust der Eigenstaatlichkeit Norwegens für lange Zeit und damit zum Verlust seiner Sprache Norrønt. Die Geschichte der Pest in Norwegen ist gut erforscht. Zusammen mit den neueren Forschungsergebnissen ergibt sich ein gutes Bild über die Bedingungen und die gesellschaftlichen Zusammenhänge der Ausbreitung der Pest in den verschiedenen Jahrhunderten des späten Mittelalters und der frühen Neuzeit.

## Die große Pest von 1348/1349
Wie die Pest nach Europa kam, ist im Artikel Schwarzer Tod beschrieben. Im Mai 1348 war sie auf dem Seeweg nach Weymouth an der englischen Kanalküste gelangt (Lit.: Higden). Dort breitete sich die Pest rasch über die Ostküste aus und war alsbald in London.

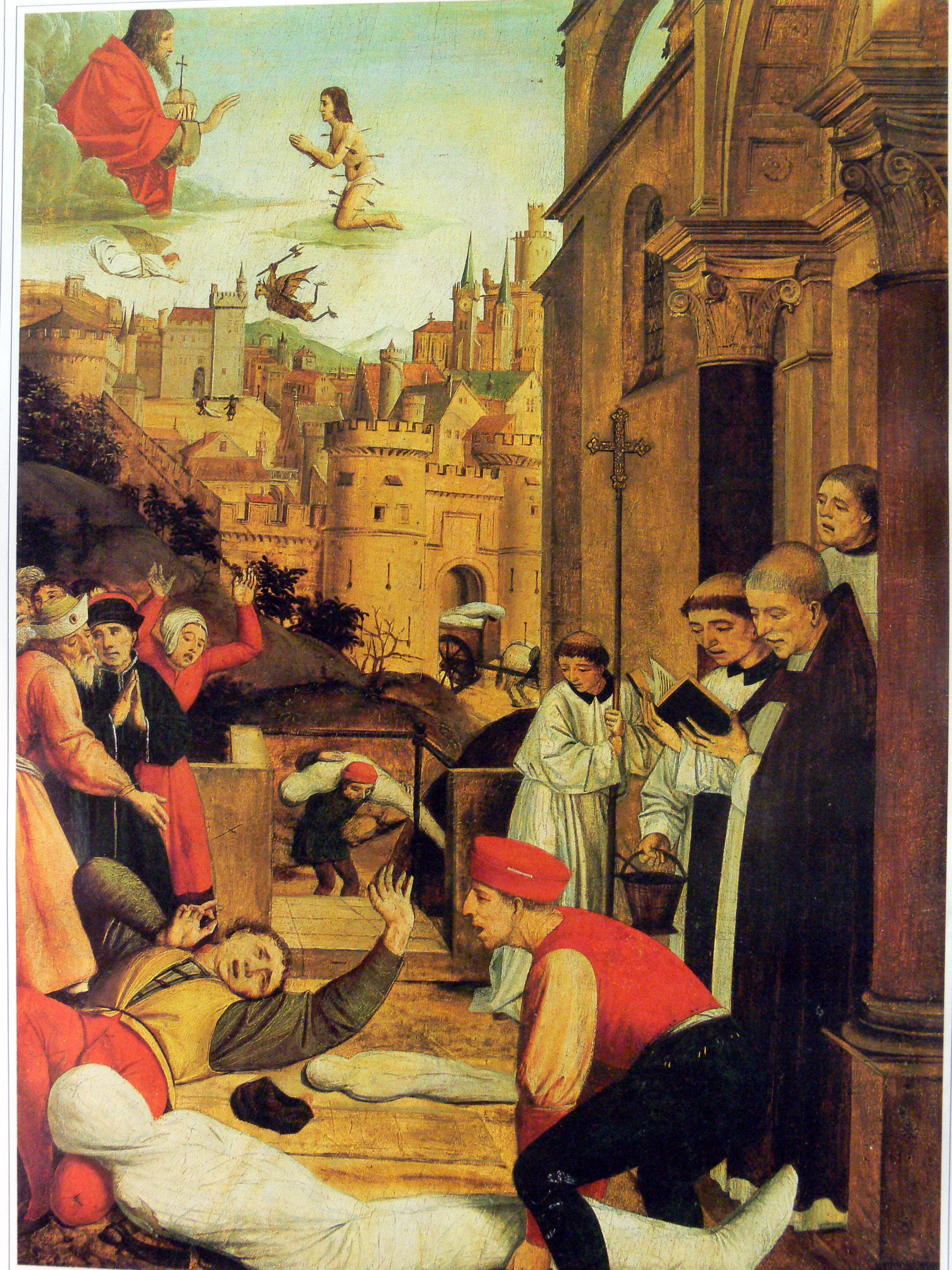
St. Sebastian bittet für die Pestopfer

In der folgenden Darstellung wird im Wesentlichen das Buch „Svartedauen“ des Pestforschers Ole Jørgen Benedictow zu Grunde gelegt. Er hat anhand der Quellen eine Art Itinerarium der Pestausbreitung entwickelt. Gegen seine Ergebnisse wird allerdings eingewandt, dass sie auf Voraussetzungen beruhen, die nicht immer tragfähig seien. Es werde zum Beispiel vorausgesetzt, dass es sich um die gleiche Pest handele, die im 20. Jahrhundert erforscht wurde. Diese Hypothese werde dann durch Auswahl, Deutung und Zusammenstellung der Quellen, die die Richtigkeit der Hypothese bereits unterstellen, bewiesen. Dass seine vorgefasste Meinung sogar Befunde negiere, ergebe sich auch aus seiner These, dass nur Ratten für die Übertragung in Frage kämen und, weil die Pest feststehe, es tatsächlich mehr Ratten in Norwegen gegeben haben müsse, als man bislang tatsächlich gefunden hat. Gleichwohl wird ihm im Folgenden im Großen und Ganzen gefolgt, weil die von ihm geschilderten geschichtlichen Abläufe davon kaum betroffen sind, und Gegenpositionen werden von Fall zu Fall angeführt.
Nach Benedictow gelangte die Pest 1349 nach Hamar. Dies schließt er aus dem Tod des Bischofs Hallvard in Hamar 1349. Es ist aber weder gewiss, dass Hallvard wirklich 1349 starb, noch ist gewiss, dass er an einer Seuche starb. In der Bischofschronik von Hamar wird das Jahr 1350 genannt, wurde aber von den Herausgebern in 1349 „berichtigt“. Durch Rückrechnung anhand der bekannten Ausbreitungsgeschwindigkeit der Pest kommt Benedictow zum Schluss, dass die Pest bereits im Herbst 1348 nach Oslo kam. Denn, was noch nie vorher geschehen war und auch später nicht geschah: Der Rat der Stadt stiftete im Februar 1349 dem Pestheiligen Sebastian einen Altar durch Zahlung einer beachtlichen Summe an die Chorherren der Osloer Bischofskirche. Allerdings wird diese Herleitung als auf zu dünner Basis vorgenommen angesehen und der Ausbruch der Pest in Oslo früher als in Bergen bestritten. Alle Annalen behaupten übereinstimmend, dass die Pest 1349 von England nach Bergen kam.
Nach Benedictow breitete sich die Pest noch im Herbst 1348 von Oslo nach Kongehelle (in der Nähe von Göteborg) und im Mai 1349 im übrigen Südosten aus, wie ein Edikt von König Magnus II. Anfang September 1349 belege, in welchem die Ausbreitung der Seuche in „ganz Norwegen“ als Begründung dafür genommen wird, die Bevölkerung zur Vorbeugung zu Fasten und Gebet aufzufordern. Da Magnus II. auch König von Norwegen war und seine norwegische Administration in Oslo saß, wird es andererseits für unwahrscheinlich gehalten, dass er sich zu diesem Schritt erst im Herbst 1349 veranlasst sah, wenn die Pest bereits 1348 in Oslo angekommen war. Für das schwedische Hinterland weiter im Osten ist die Pest erst 1350 urkundlich fassbar. Dies kann auf einen geringeren Warenaustausch, insbesondere geringen Transport von Korn von Norwegen aus zurückgeführt werden. Die Pest zog von Hamar durch Gudbrandsdalen nach Nidaros und brach dort im Herbst 1349 aus. Im isländischen Lögmanns-annáll wird für 1349 berichtet, dass eine Kogge von England nach Bergen gesegelt sei und die Pest dort eingeschleppt habe. Die Beschreibung der Krankheit lässt auch keinen Zweifel daran, dass es sich um Beulen- und Lungenpest handelte. Aller Wahrscheinlichkeit nach war eine Ladung Korn aus Lynn das Transportmittel. Am 8. Mai 1349 hatte Eduard III. ein Privileg für zwei Kaufleute in Lynn ausgestellt, 1.000 Quarter (12.700 kg) Korn nach Norwegen zu verschiffen. Die Folge der Pest in Bergen war, dass die Geistlichkeit dahingerafft wurde, sodass eine Seelsorge an den Sterbenden nicht mehr gewährleistet war. Die Geistlichkeit war besonders betroffen, da sie mit den Kranken durch die Spendung der Sterbesakramente in unmittelbare Berührung kam. Auf ein Gesuch des Erzbischofs gab Papst Clemens VI. die Erlaubnis, abweichend vom kanonischen Recht auch zehn unehelich geborene Männer und zehn Männer im Alter von 20 bis 25 Jahren (also jünger als sonst erlaubt) zu weihen. Nach der isländischen Lögmanns-annál starb 1349 Bischof Hallvard von Hamar an der Pest, und unmittelbar nachdem sein Nachfolger in Nidaros geweiht war, starb im selben Jahr auch der dortige Erzbischof Arne Vade Einarsson († 17. Oktober 1349) an der Pest.

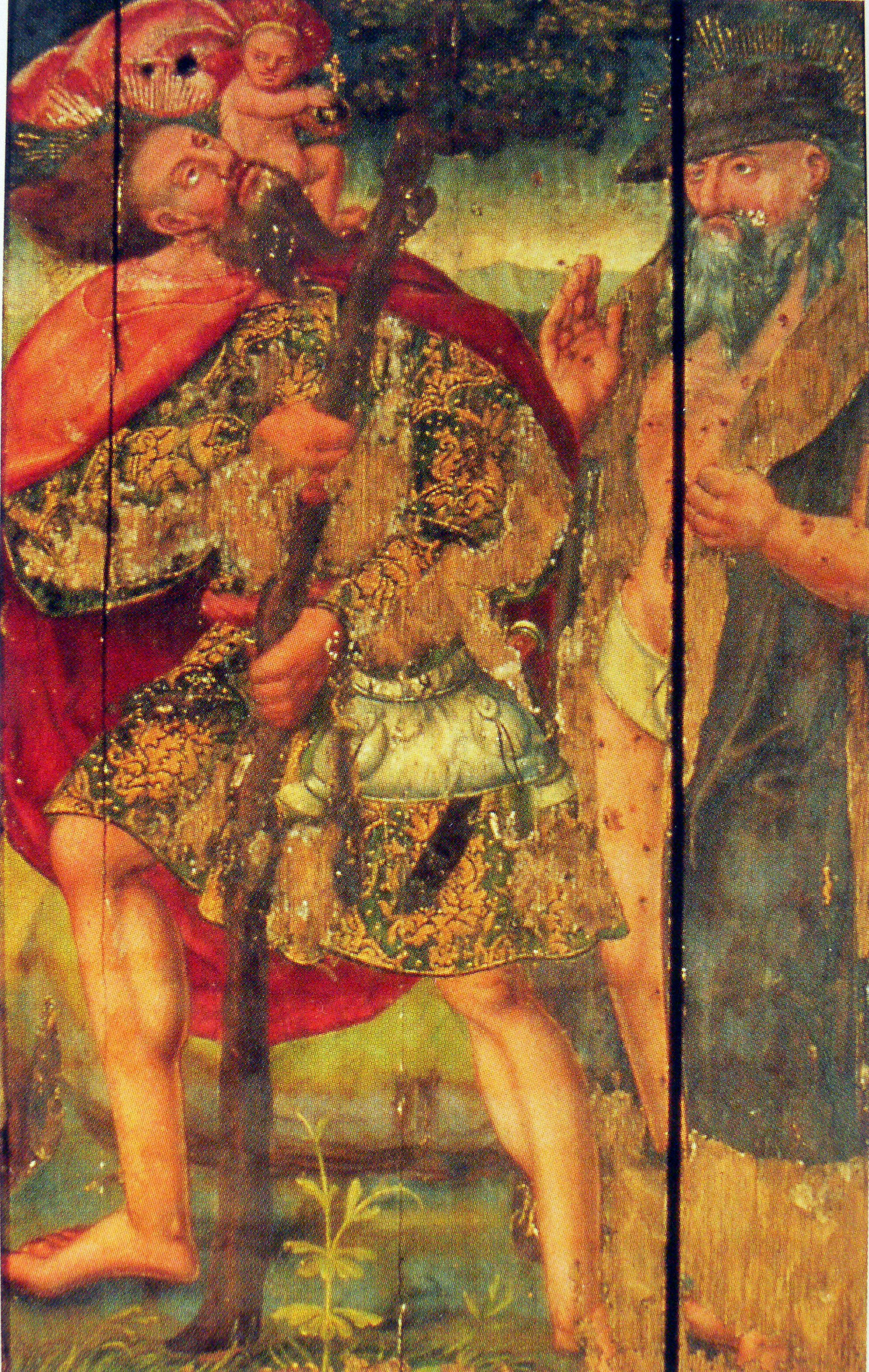
Der Hl. Christopherus und der Hl. Rochus auf einem Altarbild in der Hjørundfjordkirche in Sunnmøre.

Die Todesdaten der Bischöfe sind aber nicht sicher aus den Quellen zu ermitteln, da die Zeitangaben nicht immer zuverlässig sind. Das Gleiche gilt für die Bischofschronik von Hamar.
Die Chronik wurde zwischen 1542 und 1553 verfasst und liegt in einer Abschrift aus dem 17. Jahrhundert vor. Nach der Lögmanns-annál blieb in Nidaros ein Chorherr namens Lodin übrig. Er wählte (wahrscheinlich mit einigen neuen Chorherren) den neuen Erzbischof Olav (1350–1370). Wie weit sich die Pest nach Norden ausbreitete, ist nicht zu ermitteln. Die Quellen schweigen. Bekannt ist nur, dass kurze Zeit später über eine sehr geschrumpfte Bevölkerungszahl berichtet wird. Dies kann aber auch daran liegen, dass weiter im Süden viele Höfe herrenlos geworden waren und viele Menschen aus dem Norden nach Süden zogen. Der letzte, von dem bekannt ist, dass er in der ersten Pestwelle starb, war der Bischof von Stavanger, Guttorm Pålsson, am 7. Januar 1350.
Für die erste Hälfte des 14. Jahrhunderts wird geschätzt, dass sich im Gebiet des heutigen Norwegens ungefähr 64.000 Höfe befanden, zusammen mit den an Schweden verlorenen Gebieten Bohuslän und Südwestschweden dürften es etwa 73.000 Höfe gewesen sein. Seriöse Schätzungen gehen von einem Durchschnitt von 4,5 Personen pro Hof aus. Das bedeutete eine ungefähre Bevölkerungszahl von 330.000 Menschen vor der Pest. Davon lebten ungefähr 70 % in Südostnorwegen nördlich von Bohuslän. Vergleichende Studien über die Opferzahl im übrigen Europa erweisen eine Todesrate von 60 %. Sie starben nicht alle an der Pest, sondern verhungerten auch aufgrund des Zusammenbruchs jeglicher Versorgung. Das ergibt ungefähr 210.000 Tote. Nimmt man die für England erhobene Zahl von 62,5 %, so kommt man auf 220.000 Tote. Von den Erkrankten überlebten die Pest nur 20 %.

## Soziale Folgen
Die weitgehende Entvölkerung wirft zunächst die Frage auf, wieso sich die Pest in Norwegen mit seiner ländlichen Besiedlung so rasch ausbreiten konnte. Dies hängt mit den engen Beziehungen der Höfe untereinander zusammen. Die gesamte bäuerliche Gesellschaft war von einem Netz von Besuchen und Gegenbesuchen und allerlei Zusammenkünften durchzogen und wurde dadurch zusammengehalten. Dadurch, dass die Seuche nicht von Mensch zu Mensch, sondern durch Flöhe übertragen wird, waren auch die Toten noch Ansteckungsquellen. Und die christliche Pflicht des Totenbegräbnisses mit seinen Ritualen führte zu einer Zusammenkunft vieler Menschen im Hause der Verstorbenen, wo jeder dann die infizierten Flöhe auf seinen Hof mitnahm. So bezeugte der Pfarrer von Rollag, dass er dabei war, als Ànund Helgeson am achten Weihnachtstag starb. Bei dessen Tod waren anwesend Ragnhild Simonsdotter, Alvild Sveinskessson und viele andere gute Menschen. Das Gleiche geschah bei der Verteilung des Erbes unter die Erben, insbesondere des Hausrats, der Bettwäsche und der noch brauchbaren Kleidung. Hinzu kam der intensive landesweite Handel mit Korn und Mehl, ein ideales Transportmittel für die Flöhe. Der Handel war deshalb so intensiv, da nur so Salz zur Konservierung und Eisengerät an die Bauernhöfe gelangen konnte. Hinzu kommt noch die religiöse Interpretation der Pest als Strafe Gottes. Sie führte zu Pilgerfahrten und großem Menschenandrang vor den Altären der Pestheiligen, eine vorzügliche Basis für eine rasche Ausbreitung.

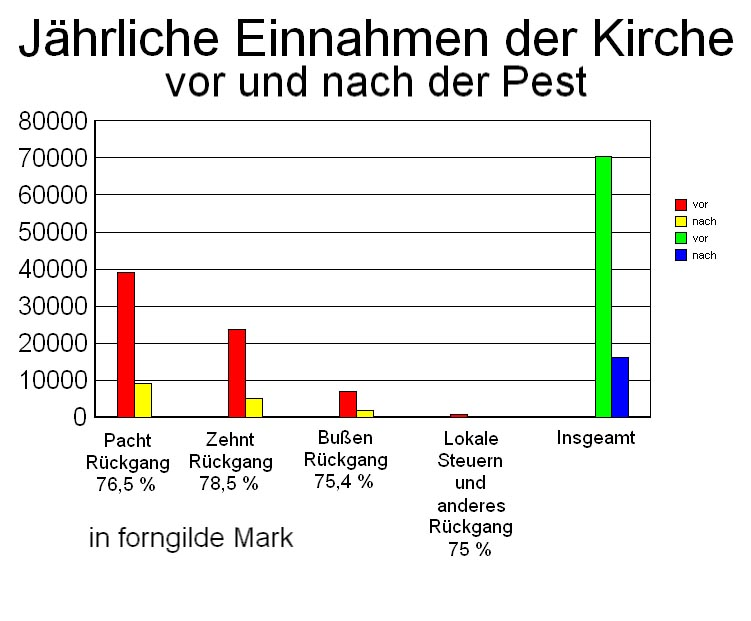
Rückgang der kirchlichen Einnahmen infolge der Pest

Der Einbruch der Bevölkerungszahl führte zunächst dazu, dass viele Landarbeiter sich auf öd gewordenen Höfen selbständig machten, so dass auf den größeren Höfen akuter Arbeitskräftemangel eintrat. Die arbeitsintensive Kornproduktion konnte nicht mehr in großem Stile fortgesetzt werden. Es standen nur noch 20–25 % der Arbeitskräfte im Vergleich zur Zeit vor der Pest zur Verfügung. Dadurch stiegen die Löhne der Arbeiter sprunghaft an. Das führte dazu, dass man auf die weniger arbeitsintensive Viehhaltung übergehen musste. Eine noch tiefgreifendere Folge war, dass auch die Großbauern nur noch so viel Land bestellen konnten, wie die eigene Familie bewirtschaften konnte. Das war genauso viel, wie der Kleinbauer in der Nachbarschaft bewirtschaftete. Der Zehnt und sonstige Abgaben gingen auf 20–25 % zurück. Das führte zu einer weitgehenden gesellschaftlichen Egalisierung. Niemals vorher und auch später nicht gab es eine größere Gleichheit in der norwegischen Bevölkerung als nach der ersten Pestwelle. Die Kleinbauern produzierten genauso viel wie die bisherigen Großbauern.

## Weitere Folgen

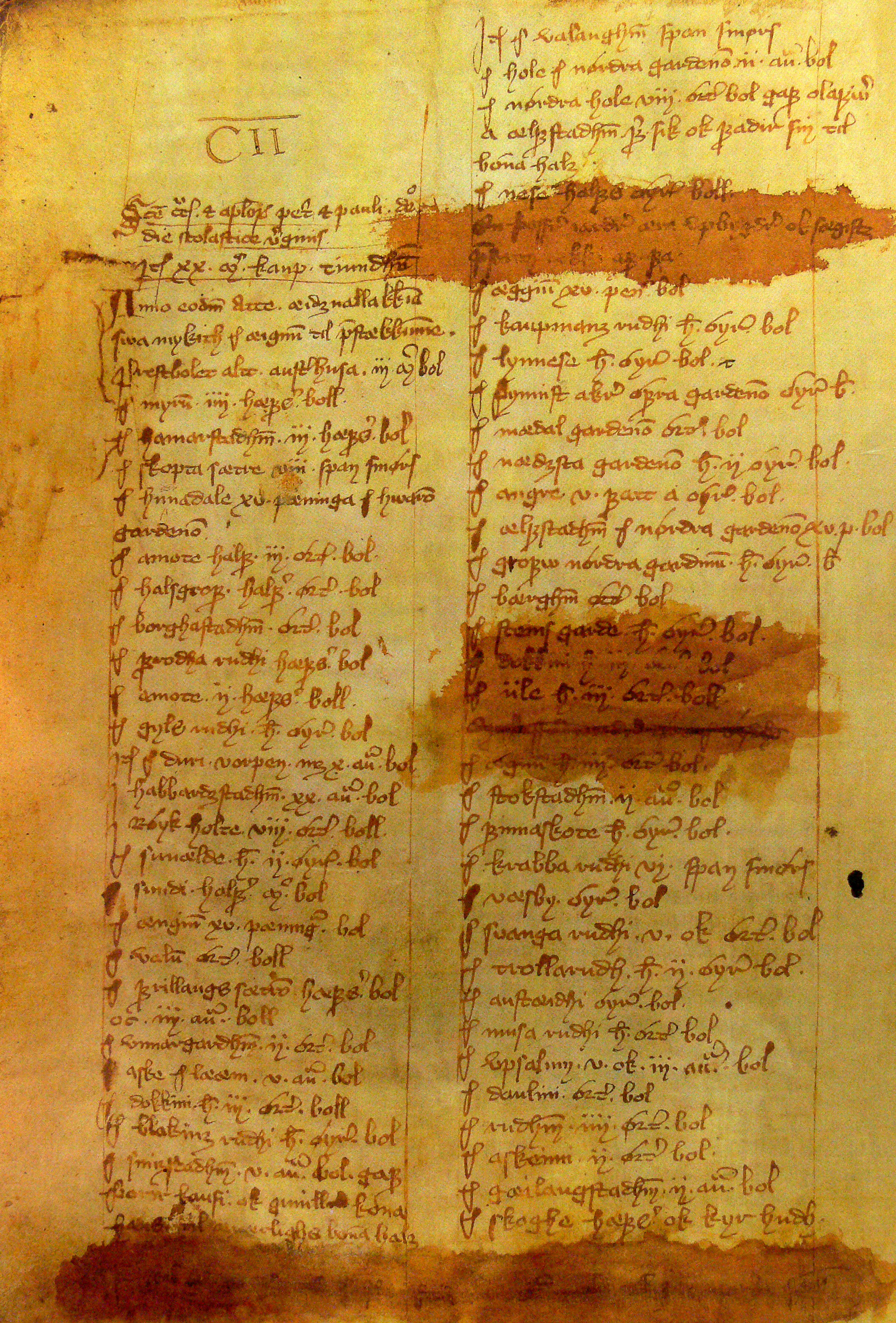
Pachtregister des Bischofs Øystein von Oslo.

## Weitere Epidemien